# Pierre Gasly
Pierre Gasly (n. 7 februarie 1996, Rouen, Franța) este un pilot de curse francez care concurează în prezent în Campionatul Mondial de Formula 1 pentru echipa Alpine F1 Team.
Gasly a ieșit campionul Seriei GP2 din 2016 și a terminat pe locul 2 în Formula Renault 3.5 Seria 2014 și Campionatul Super Formula 2017. El și-a făcut debutul în Formula 1 cu Scuderia Toro Rosso la Marele Premiu al Malaysiei din 2017. A început apoi cu echipa Red Bull Racing în 2019, înainte de a face schimb de locuri cu Alexander Albon de la Toro Rosso, între Marele Premiu al Ungariei din 2019 și Marele Premiu al Belgiei din 2019.
La Marele Premiu al Braziliei din 2019, Gasly a terminat pe primul său podium din Formula 1, cu o clasare pe locul 2. A obținut prima sa victorie din carieră la Marele Premiu al Italiei din 2020, fiind primul pilot francez de la Olivier Panis în 1996 care reușește să câștige o cursă de Formula 1. A rămas la AlphaTauri (fosta echipă Toro Rosso) până la sfârșitul sezonului din 2022, reușind să obțină încă un podium la Marele Premiu al Azerbaidjanului din 2021. El s-a mutat la echipa franceză Alpine F1 Team pentru sezonul 2023.

## Cariera în Formula 1

### 2017-2018: Toro Rosso

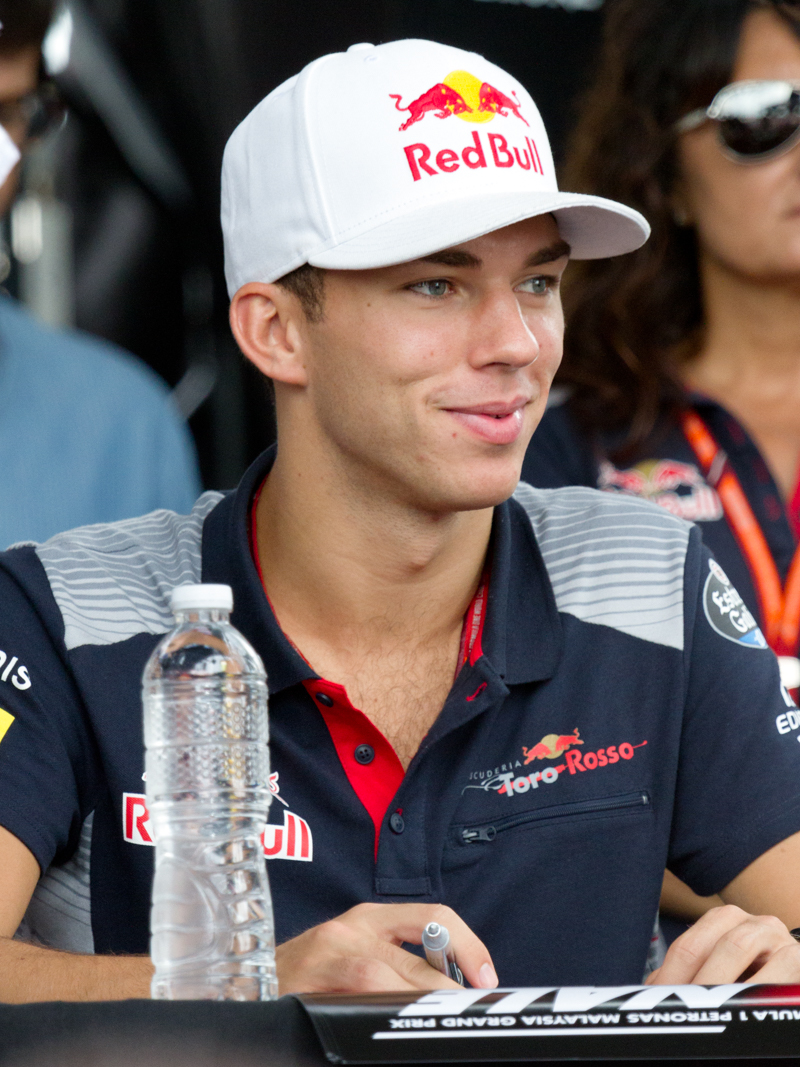
Gasly în.

Pilotul francez și-a făcut debutul în Formula 1 la Marele Premiu al Malaysiei din 2017, pentru Scuderia Toro Rosso. El a fost solicitat de directorul echipei Toro Rosso, Franz Tost, să-l înlocuiască pe pilotul rus, Daniil Kveat, care s-a izbit din nou în timpul Marelui Premiu al Republicii Singapore cu două săptămâni înainte de debutul său. Schimbarea a fost realizată și pentru a compara ambii piloți pentru alegerea din 2018.
Gasly a făcut un sezon 2017 foarte bun. Și-a încheiat prima cursă pe locul 14. Nu a câștigat niciun punct în acel sezon. El și-a depășit coechipierii în calificări, Brendon Hartley și Carlos Sainz Jr., de 3 ori și a terminat cel mai bine în cele 7 curse pe care le-a condus. Și-a încheiat sezonul pe locul 22.
În 2018 a rămas la Toro Rosso. Gasly  și-a depășit coechipierul în calificări, Brendon Hartley, aproape în fiecare cursă și chiar a terminat pe locul 4 în Bahrain cu noua unitate Honda din spatele Toro Rosso.

### 2019: Red Bull Racing
Pe 20 august 2018 a fost prezentat ca pilot pentru Red Bull Racing în 2019, în locul lui Daniel Ricciardo, care a ales un viitor în afara familiei Red Bull și a semnat cu Renault pentru 2019. Cu toate acestea, parcursul său la Red Bull a durat doar 12 curse, deoarece a fost retras la Toro Rosso pe 12 august și înlocuit cu Alexander Albon din cauza performanțelor sale slabe din prima jumătate a anului 2019.
Gasly a marcat 63 de puncte și niciun podium în prima jumătate a anului, ceea ce nu a fost nici măcar aproape de performanța lui Max Verstappen cu 181 de puncte și două victorii. Pilotul francez și-a depășit coechipierul în calificări o singură dată și a terminat în fața olandezului doar  în Marele Premiu al Marii Britanii din 2019 - după ce Verstappen a fost lovit în spate de Ferrari-ul lui Sebastian Vettel -.

### 2019-2022: Toro Rosso / AlphaTauri

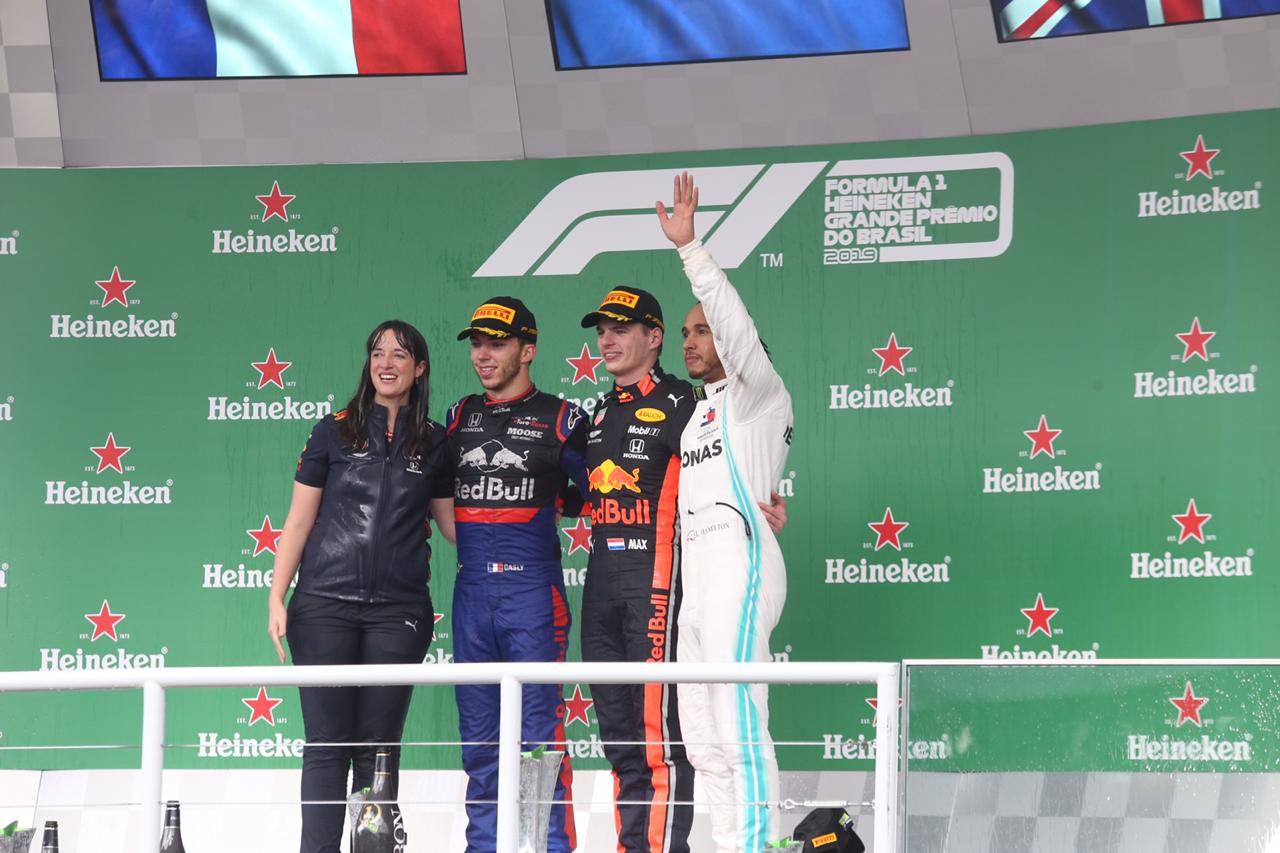
Gasly a obținut primul podium din cariera sa la, terminând cursa pe locul 2.

În primele sale șapte curse înapoi la Toro Rosso, Gasly a evoluat foarte bine și a marcat puncte în patru ocazii. În Marele Premiu al Braziliei din 2019 a reușit cea mai bună realizare a carierei, prima prezență pe podium, după ce a terminat pe locul 2. O atingere a lui Lance Stroll la începutul cursei de la Abu Dhabi l-a împiedicat să marcheze puncte și astfel a terminat al șaptelea în Campionatul Mondial cu 95 de puncte.
Scuderia Toro Rosso și-a schimbat numele în Scuderia AlphaTauri începând cu sezonul din 2020 iar echipa voia măcar să atingă performanțele de anul trecut unde au reușit două podiumuri. După revenirea la echipa care l-a lansat în F1, Gasly parcă și-a găsit din nou ritmul după aventura eșuată de la Red Bull. În prima cursă de la Austria, Gasly a terminat pe locul 7 după ce a început cursa de pe 12. Părea un început promițător pentru francez însă următoarele două curse au fost dezamăgitoare pentru el, un loc 15 în a doua cursă din Austria și o retragere în Ungaria. Din următoarele patru curse, a terminat în puncte de 3 ori: locul 7 în Marea Britanie, 9 în Spania și locul 8 în Belgia. După un parcurs decent până la cursa din Italia, nimeni nu avea să prezică ceea ce s-a întâmplat. După ce s-a calificat pe locul 10, Pierre spera să aibă o cursă lipsită de evenimente și o clasare în puncte. În cursă, o oprire devreme la boxe i-a permis lui Gasly să treacă de mai mulți piloți - care au trebuit să aștepte ca pitlane-ul să fie deschis în timpul unei proceduri de siguranță - și să urce pe locul trei. În timp ce liderul cursei, Hamilton, a oprit la boxe pentru a executa o pedeapsă stop-go, iar pilotul de pe locul al doilea, Stroll, a ieșit în decor la șicana Roggia, Gasly a moștenit conducerea cursei și a reușit să se apere în fața lui Carlos Sainz, pentru a obține prima sa victorie în Formula 1, devenind cel de-al 109-lea câștigător al unei curse în F1 și primul pilot francez care a câștigat un Marele Premiu de la victoria lui Olivier Panis din Marele Premiu al Principatului Monaco din 1996, cu 24 de ani înainte. Gasly a terminat sezonul pe locul 10 în clasamentul la piloți cu 75 de puncte acumulate.
Gasly a rămas la AlphaTauri și pentru 2021. S-a calificat pe locul cinci pentru Marele Premiu al Bahrainului din 2021, cursa de deschidere a sezonului, dar s-a ciocnit cu Daniel Ricciardo și ulterior s-a retras din cursă. Apoi a marcat puncte în următoarele șase curse, inclusiv al treilea său podium din carieră la Marele Premiu al Azerbaidjanului. Seria de clasări în puncte s-a încheiat la Marele Premiu al Stiriei din 2021 când a fost eliminat printr-o coliziune în primul tur cu Charles Leclerc. El a terminat pe locul șase la Marele Premiu al Turciei, în ciuda unei penalizări suferite pentru provocarea unei coliziuni cu Fernando Alonso. Gasly a început de pe prima linie pentru prima dată în carieră la Marele Premiu al Qatarului din 2021, dar a terminat cursa în afara punctelor. Gasly a terminat sezonul pe locul 9 în clasamentul piloților, cu 110 din cele 142 de puncte ale echipei AlphaTauri, cel mai mare număr de puncte obținut de el vreodată într-un singur sezon.

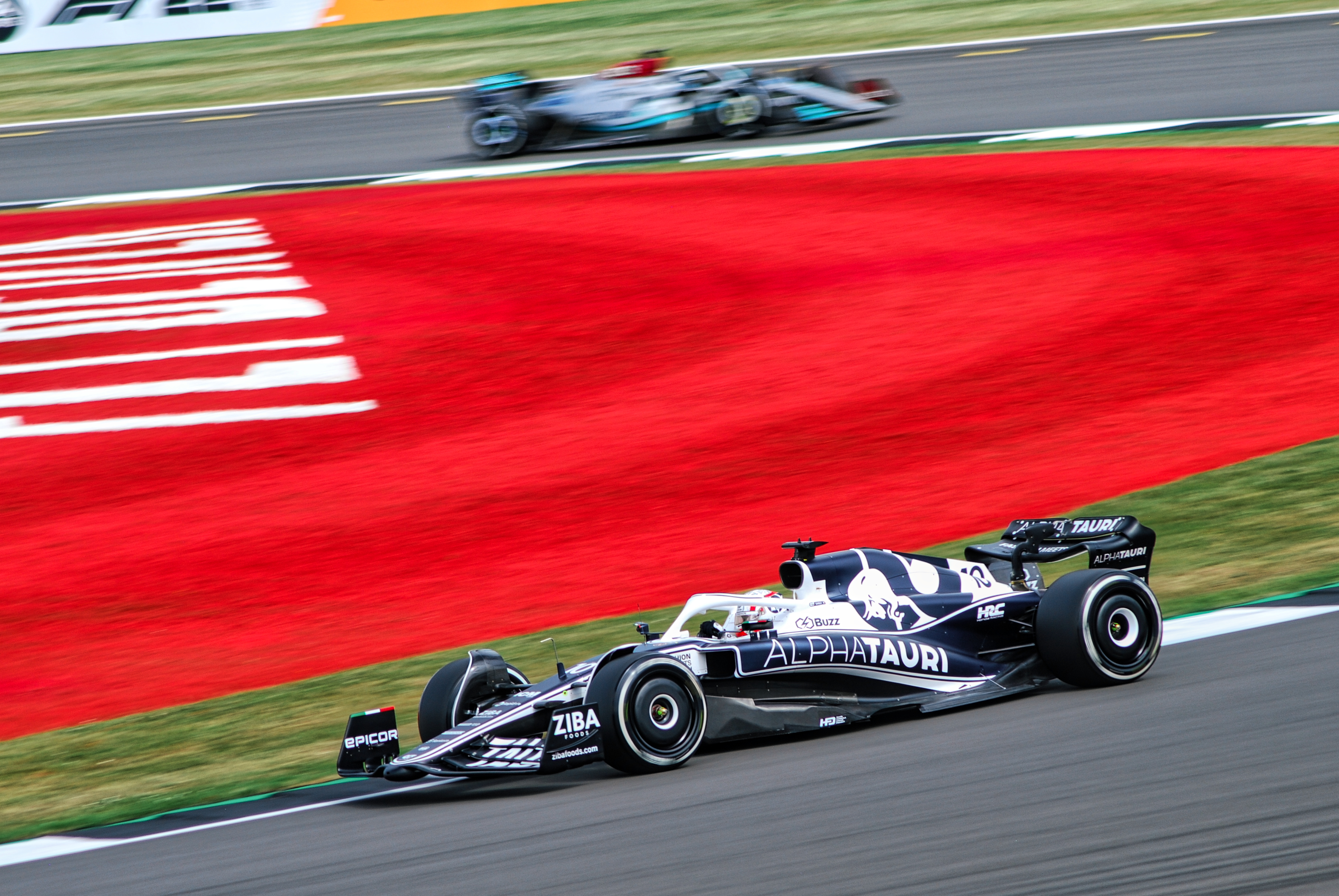
Gasly în.

Gasly a continuat să concureze pentru AlphaTauri în 2022 alături de Tsunoda. Un incendiu la motor i-a cauzat retragerea din Marele Premiu al Bahrainului din 2022. El a marcat puncte la Marele Premiu al Arabiei Saudite și cel Australiei, dar nu a reușit să facă acest lucru și în următoarele patru curse, care au inclus retragerea după o coliziune cu Lando Norris din Marele Premiu de la Miami. El a încheiat seria de zero puncte terminând pe locul cinci la Marele Premiu al Azerbaidjanului. Au urmat încă cinci curse fără puncte, inclusiv o coliziune cu coechipierul său care i-a încheiat cursa la Marele Premiu al Marii Britanii. În ultimele nouă curse ale sezonului a terminat în puncte doar de trei ori, în Ungaria, Italia și Singapore.
După Marele Premiu al Azerbaidjanului din 2022, directorul echipei AlphaTauri, Franz Tost, a confirmat că Gasly avea un contract cu echipa și va rămâne cu ei și pentru 2023. În lunile august și septembrie, au apărut informații că Alpine îl viza pe Gasly după ce Fernando Alonso și Oscar Piastri au părăsit echipa și că Red Bull era dispusă să-l elibereze. Mutarea lui Gasly la Alpine pentru 2023 a fost anunțată oficial în octombrie.

### 2023-prezent: Alpine
Gasly a semnat un contract pe mai mulți ani pentru a concura pentru Alpine începând cu 2023, în parteneriat cu fostul rival francez de karting, Esteban Ocon. AlphaTauri i-a permis lui Gasly să se alăture Alpine pentru testele postsezon, imediat după Marele Premiu de la Abu Dhabi din 2022.

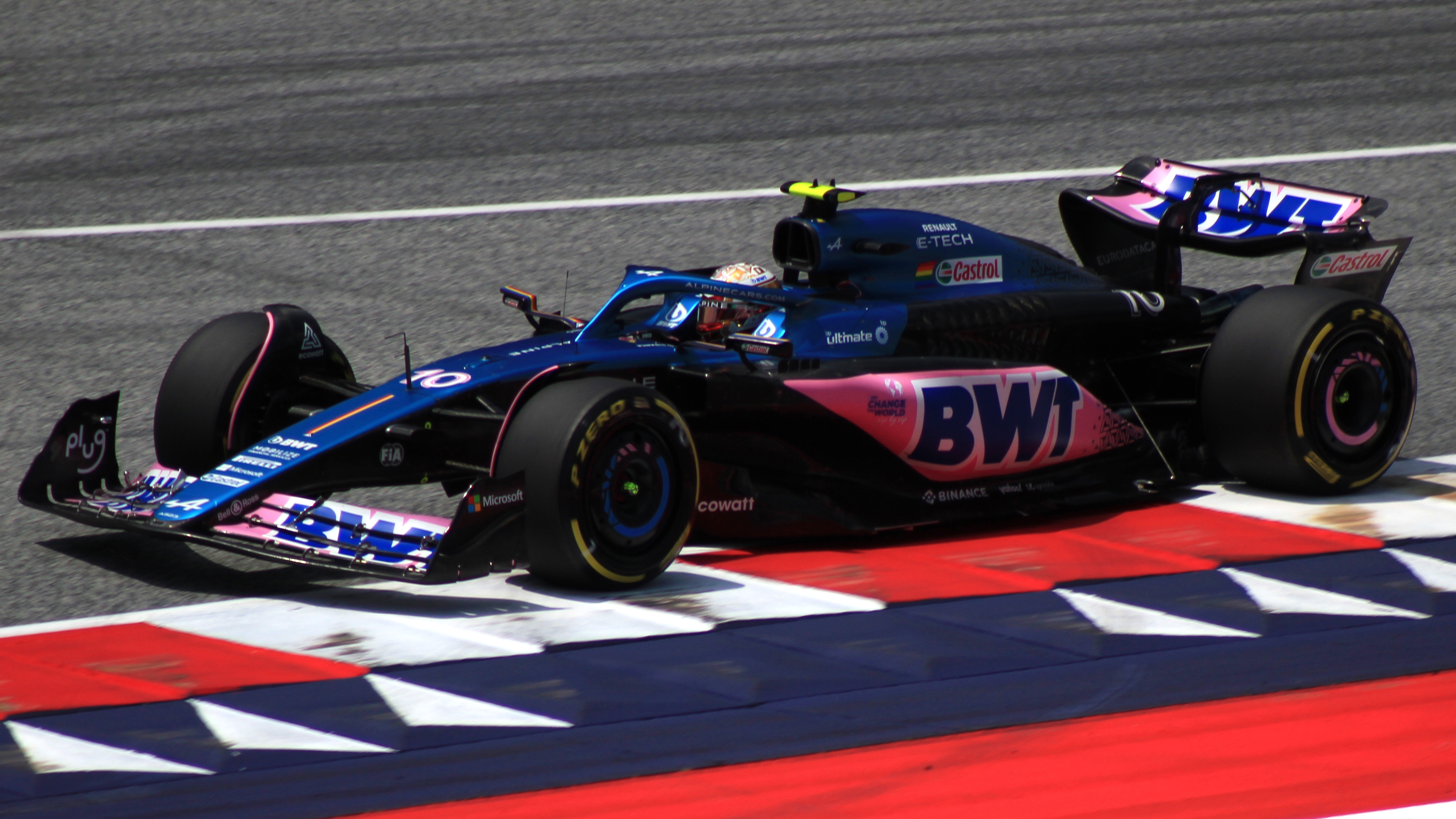
Gasly la volanul mașinii Alpine A523 în timpul Marelui Premiu al Austriei din 2023.

În prima sa cursă cu Alpine la Marele Premiu al Bahrainului din 2023, Gasly a început de pe ultima poziție după ce i s-a șters timpul de calificare, dar și-a revenit pentru a termina pe locul nouă în cursă. Gasly era pe locul cinci la reluarea cursei după cel de-al doilea steag roșu la Marele Premiu al Australiei, dar s-a ciocnit cu Ocon în primul viraj, provocând retragerea ambelor mașini Alpine. A suferit un accident în calificările pentru Marele Premiu al Azerbaidjanului și nu a reușit să marcheze puncte în sprint sau în cursa principală. Gasly s-a calificat în primii zece și a marcat puncte la următoarele trei curse. Apoi, Gasly a marcat un punct la Marele Premiu al Austriei, unde a terminat pe locul nouă, dar a fost coborât cu o poziție pentru încălcarea limitelor pistei. Au urmat două retrageri din cauza coliziunilor; unul cu Lance Stroll la Marele Premiu al Marii Britanii și un accident cu mai multe mașini în turul de deschidere al Marelui Premiu al Ungariei. S-a calificat pe locul șase pentru sprintul din Marele Premiu al Belgiei și a terminat pe locul trei, câștigând șase puncte. Nu a obținut puncte în cursa principală, unde a terminat pe locul 11. Podiumul său de sprint a fost urmat de un podium de Mare Premiu la Marele Premiu al Țărilor de Jos; a început de pe locul 12 și a trecut linia de sosire de pe locul patru, dar a câștigat un loc în urma penalizării lui Sergio Pérez, obținând primul său podium în peste doi ani. A încheiat primul său sezon cu Alpine pe locul 11 în campionatul piloților, o îmbunătățire cu trei locuri față de sezonul precedent cu AlphaTauri.
Gasly și Ocon au rămas la Alpine pentru 2024, dar sezonul a început prost. Ambii s-au calificat în spatele grilei în Bahrain, unde Ocon a remarcat că echipa era „prinsă nepregătită”, iar Gasly a recunoscut că rezultatul „nu a fost o surpriză”. Ei au avut din nou probleme în Arabia Saudită, Gasly abandonând în turul 1 din cauza unor probleme la cutia de viteze. Gasly nu a reușit să obțină puncte în Australia, Japonia, China, Miami și Emilia-Romagna, terminând cel mult pe locul 12. Primele actualizări ale mașinii pregătite de Alpine au venit la Miami, la două curse după cele ale lui Ocon. El a obținut primele puncte la Monaco după ce s-a clasat pe locul 10, urmat de locul nouă în Canada. O calificare pe locul șapte în Spania a dus la locul nouă în cursă, cu încă un alt punct în Austria. Cu toate acestea, el a abandonat în Marea Britanie și Ungaria înainte de a obține locul nouă în Marele Premiu al Țărilor de Jos. A urmat o serie de patru curse fără puncte, încheiată cu locul 10 în Mexic. Punctul culminant al sezonului pentru Gasly a venit la Marele Premiu de la São Paulo, acolo unde a terminat pe locul al treilea după ce a plecat al 13-lea într-o cursă afectată de ploaie, marcând al cincilea său podium din carieră. El s-a calificat pe locul al treilea în Las Vegas, cel mai bun rezultat al carierei, dar a abandonat cursa din cauza unor probleme mecanice. Gasly a încheiat sezonul în forță, terminând al cincilea în Qatar și al șaptelea în Abu Dhabi. Performanțele sale de la sfârșitul sezonului i-au asigurat locul 10 în campionatul piloților și a ajutat Alpine să depășească Haas și să ocupe locul șase în clasamentul constructorilor.

## Statistici

### Înainte de Formula 1
| Sezon | Echipă              | Competiție                  | Puncte | Loc clasament general |
| ----- | ------------------- | --------------------------- | ------ | --------------------- |
| 2012  | R-ace GP            | Formula Renault 2.0 NEC     | 7      | 23                    |
| 2013  | Tech 1 Racing       | Formula Renault 2.0 Eurocup | 195    | 1                     |
| 2014  | Arden International | Formula Renault 3.5 Series  | 192    | 2                     |
| 2015  | DAMS                | GP2                         | 110    | 8                     |
| 2016  | Prema Racing        | GP2                         | 219    | 1                     |

### În Formula 1
| Sezon | Echipă                                                               | Puncte | Poz. |
| ----- | -------------------------------------------------------------------- | ------ | ---- |
| 2024  | Alpine-Renault                                                       | 42     | 10   |
| 2023  | AlphaTauri-Honda RBPT                                                | 62     | 11   |
| 2022  | AlphaTauri-RBPT                                                      | 23     | 14   |
| 2021  | AlphaTauri-Honda                                                     | 110    | 9    |
| 2020  | AlphaTauri-Honda                                                     | 75     | 10   |
| 2019  | Scuderia Toro Rosso-Honda (9 etape) Red Bull Racing-Honda (12 etape) | 95     | 7    |
| 2018  | Scuderia Toro Rosso-Honda                                            | 29     | 15   |
| 2017  | Toro Rosso (5 etape)                                                 | 0      | 22   |

## Legături externe
- Site web oficial
- Pierre Gasly sumarul carierei pe DriverDB.com